# Brithdir and Llanfachreth
Brithdir and Llanfachreth (en anglais) ou Brithdir a Llanfachreth (en gallois) est une communauté du Gwynedd, au pays de Galles.

## Géographie
Brithdir and Llanfachreth est située dans le sud du Gwynedd, dans le comté historique du Merionethshire, à quelques kilomètres au nord-est de la ville de Dolgellau. Comme son nom l'indique, la communauté comprend les villages de Brithdir (en) et Llanfachreth (en). Elle inclut également les villages et hameaux d'Abergeirw (en) et Rhydymain (cy).
Le territoire de la communauté est traversé par la Wnion (en), un affluent de la Mawddach (en). La route A494 (en) longe le cours de la rivière.

## Démographie
Au recensement de 2011, la communauté de Brithdir and Llanfachreth comptait 751 habitants.